# Diocesi
La diocesi (in latino dioecesis, dal greco διοίκησις, cioè "amministrazione") è un tipo di suddivisione amministrativa utilizzata nell'Impero romano; in seguito venne utilizzata nell'organizzazione delle chiese cristiane. Più diocesi facenti riferimento gerarchico a un arcivescovo possono costituire una provincia ecclesiastica.

## Storia

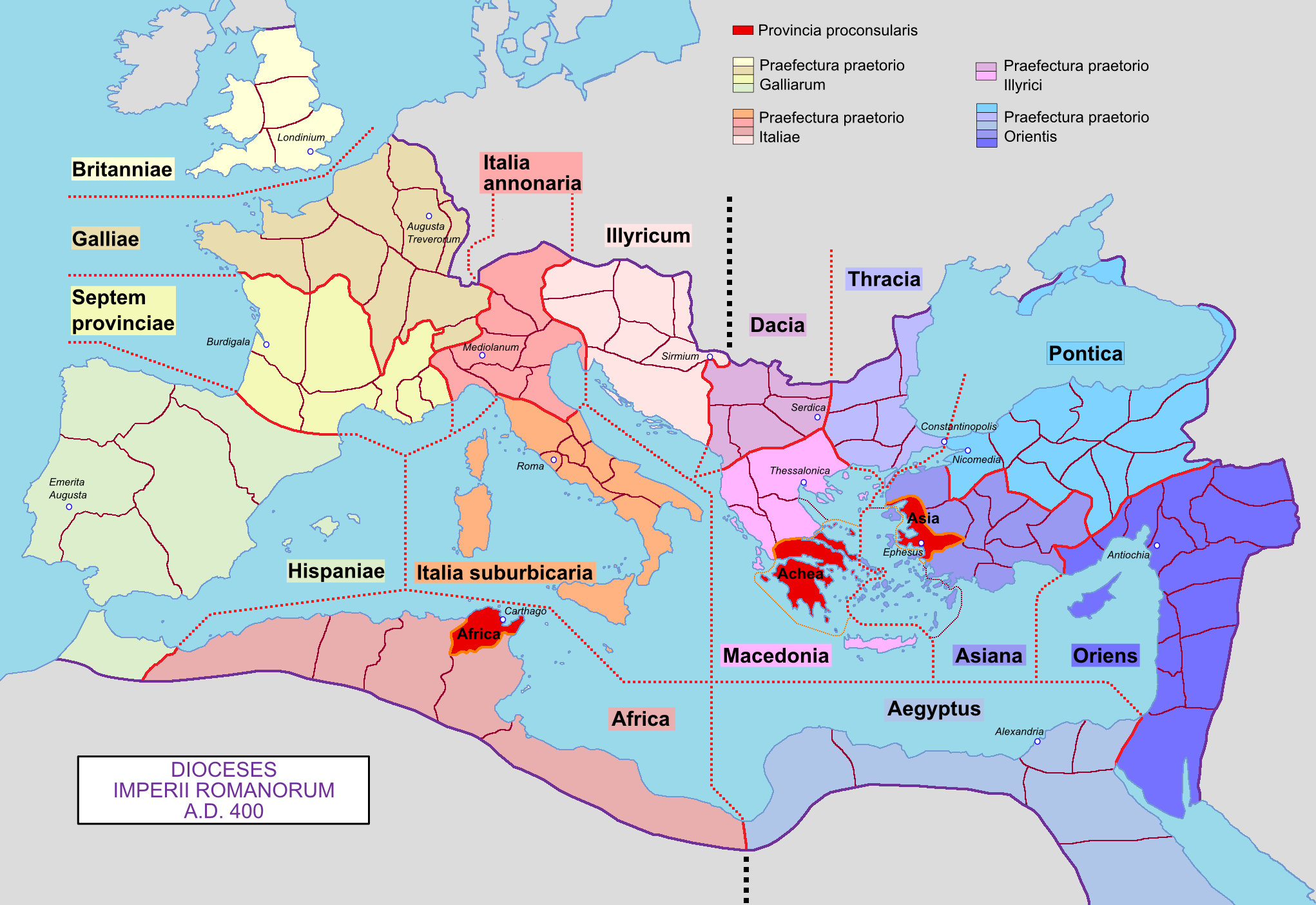
Le diocesi dell'Impero romano, nel 400 d.C.

Nel tardo Impero romano la diocesi costituiva una suddivisione amministrativa intermedia tra la prefettura e una provincia. Nella Chiesa cattolica passò ad indicare una porzione della comunità cristiana delimitata in maniera territoriale e affidata al governo pastorale di un vescovo. Esistono anche Chiese sui iuris dove è possibile che il vescovo sia assegnato ad una parte del popolo di Dio (pars populi Dei) e che quindi per lo stesso territorio vi siano più vescovi di molteplici Chiese sui iuris, ciascuno avente autorità e cura pastorale del proprio gruppo di fedeli.
È possibile una sovrapposizione territoriale di giurisdizioni, soprattutto in virtù del fatto che tutte le Chiese sui iuris cattoliche hanno pari ed eguale dignità nell'opera missionaria ad gentes che include un'attività di evangelizzazione e proselitismo. Il primo esempio storico a livello nazionale è l'India, che dal 2018 possiede tre Chiese sui iuris autonome e indipendenti: la Chiesa sui iuris latina, la Chiesa cattolica siro-malabarese e la Chiesa cattolica siro-malankarese. Tutte e tre hanno giurisdizione sull'intera India e un forte carattere missionario.

## Definizione
Il Codice di Diritto Canonico spiega:

## Struttura
Per le diocesi più grandi il vescovo è aiutato da uno o più vescovi ausiliari. Una diocesi ha normalmente un vicario generale, il quale, dove non c'è vescovo ausiliare, è il primo collaboratore del vescovo e ne fa le veci in sua assenza.
In ogni diocesi ci possono essere vari vicari episcopali, ai quali il vescovo affida l'animazione e coordinazione di alcuni aspetti particolari: pastorale, vita religiosa, evangelizzazione, ecc. La figura del vicario giudiziale è prescritta dal Codice di Diritto Canonico, quale coordinatore dei tribunali diocesani.
I presbiteri condividono con il vescovo la cura pastorale del popolo di Dio, nel servizio parrocchiale o negli organismi diocesani. I diaconi sono collaboratori del vescovo nell'annunziare la Parola di Dio, nell'amministrazione di alcuni sacramenti e nell'amministrare la carità.

## Organi
Il vescovo, che è il pastore proprio di una diocesi, è coadiuvato nella sua funzione pastorale da vari organismi, che sono espressione della natura comunionale della Chiesa:
- Il consiglio pastorale diocesano è un organo consultivo insieme al quale il vescovo traccia le linee fondamentali della pastorale diocesana;
- Il consiglio presbiterale è eletto dai presbiteri della diocesi ed assiste il vescovo in vari aspetti più specifici della pastorale diocesana. Il Codice di diritto canonico prescrive per quali decisioni il vescovo deve prima consultare il consiglio presbiterale;
- La curia diocesana è l'insieme delle commissioni diocesane, degli uffici e delle persone che collaborano con il vescovo nella pastorale e nella guida di tutta la diocesi;
- il sinodo diocesano;
- il collegio dei consultori;
- il consiglio per gli affari economici (can. 492-494 CIC): composto da tre fedeli nominati dal vescovo, veramente esperti in economia e diritto civile, è presieduto dal vescovo o da un suo delegato. Dura in carica cinque anni prorogabili. I compiti sono stabiliti nel Libro V (i beni temporali della Chiesa) del Codice di diritto canonico, oltra alla redazione del bilancio previsionale dei proventi e delle spese, nonché l'approvazione del bilancio consultivo delle entrate e delle uscite (per un quinquennio);
- Il tribunale diocesano, prescritto dal Codice di Diritto Canonico, che oggi segue in massima parte le cause di nullità matrimoniale, prima che esse passino all'eventuale esame del Tribunale della Rota Romana;
- Il capitolo cattedrale è il collegio dei sacerdoti addetti al culto nella cattedrale;
- La Caritas diocesana educa la comunità cristiana ai valori della carità evangelica vissuti sia a livello locale che a livello globale e coordina le attività caritative della diocesi;[3]
- L'istituto diocesano per il sostentamento del clero che gestisce il patrimonio di beni della diocesi necessari per il sostentamento dei presbiteri che ne facciano parte.

## Nel mondo

### Italia
L'Italia, per ragioni storiche, è il paese con il maggior numero di diocesi: la loro istituzione, infatti, copre un arco che va dall'età imperiale fino ai giorni nostri. Originariamente costituite in modo da attribuire una sede vescovile a ogni città più importante, il mutare delle condizioni politiche e demografiche dei vari territori su un periodo così lungo ha dunque portato a frequenti trasformazioni nell'organizzazione diocesana, con conseguenti soppressioni e accorpamenti.

## Dati statistici
- La diocesi di San Giuseppe a Irkutsk è la diocesi più estesa del mondo: infatti misura 9.960.000 km² e comprende gran parte della Russia asiatica (esclusa la parte più occidentale, l'Oblast' di Sachalin e le isole Curili).
- L'arcidiocesi di Monaco è la diocesi meno estesa: infatti comprende solo il Principato di Monaco ed è estesa solo 1,95 km².